# Povijest pješčanih procjeđivača
Povijest pješčanih procjeđivača se uglavnom odnosi na zadnjih dvijestotinjak godina iako je i ranije bilo pokušaja pročišćavanja pitke vode. Od trenutka kada se otkrilo da se pročišćavanjem pitke vode mogu ublažiti, pa čak i ukloniti epidemije kuge i ostalih zaraznih bolesti, počinje nagli razvoj upotrebe pješčanih procjeđivača. 
Tokom 19. i 20. stoljeća, procjeđivanje pitke vode za kućanstva se obavljalo uglavnom sporim procjeđivanjem ili brzim procjeđivanjem. Sporo procjeđivanje nastaje procjeđivanjem kroz biološku opnu koju stvaraju mikroorganizmi na površini filtarskog sloja. Zato se ono naziva i površinsko procjeđivanje. Brzo procjeđivanje nastaje procjeđivanjem kroz cijeli filtarski sloj. Zato se ono naziva i dubinsko procjeđivanje.
Iako je i prije bilo manjih sustava za procjeđivanje pitke vode, grad Paisley u Škotskoj je bio prvi grad koji je stvorio sustave za procjeđivanje pitke vode za cijeli grad 1804. (sporo procjeđivanje). Nakon toga je više stotina sustava za procjeđivanje sagrađeno u Europi. Već tada je otkriveno da dodavanjem aluminijevog sulfata u sirovu vodu se poboljšava kakvoća vode i ubrzava sam postupak. Tako je nastalo brzo procjeđivanje koje je ubrzalo sam postupak procjeđivanja i do 60 puta.

## Obrada vode u drevnim kulturama
Drevni zapisi na sanskrtu i hijeroglifima otkrivaju da su se u drevna vremena primjenjivale vještine kako bi pitka voda ostala bistra i bez mikroorganizama. U tekstu Sushruta Samhita koji potječe iz 3. ili 4. stoljeća pr. Kr., koji se uglavnom bavi metodama ajurvede ili tradicionalne indijske medicine, mogu se naći preporuke o prokuhavanju vode, zagrijavanju vode sunčevom svjetlošću i umakanju vrućeg željeza u vodu. U tom tekstu se mogu naći preporuke o korištenju procjeđivanja vode ili filtracije uz pomoć pijeska i grubog šljunka (tucanik). Osim toga za pročišćavanje vode se preporučuje upotreba stijena pod imenom gomedaka i sjemenki biljke Strychnos potatorum. U drugom tekstu na sanskrtu Ousruta Samhita navodi se upotreba aktivnog ugljena za procjeđivanje vode.

### Drevni Egipt
U drevnom Egiptu je očito da se uz gotovo savršene postupke mumifikacije sigurno znalo i za pročišćavanje vode. Slikarije iz egipatskih grobnica iz 15. i 13. stoljeća pr. Kr. jasno prikazuju opremu za obradu vode, pogotovo na zidu grobnice faraona Amenhotepa II. u Tebi (1450. pr. Kr.).

### Stara Grčka
Hipokrat s Kosa osim što se smatra jednim od najistaknutijih ličnosti medicine svih vremena, zna se da je provodio vlastita ispitivanja na pročišćavanju vode. Po Hipokratovu mišljenju, karakteristike ličnosti određuju četiri tjelesna soka od kojih je sastavljen ljudski organizam: sluz, žuta žuč, crna žuč i krv. Zdravlje je dobro miješanje (eukrazija), a bolest je poremećaj u mješavini tih sokova (diskrazija). U svojim radovima je naglašavao ljekovita svojstva vode, pa je za bolesnike koji imaju groznicu preporučao upotrebu kupki s hladnom vodom. Hipokrat je tvrdio da voda koja je bila dostupna u starogrčkim vodovodima (akvedukti) nije bila dobre kakvoće. On je vjerovao da voda koja ima dobar okus i koja nije mutna je dobra voda za piće. Hipokrat je također sagradio svoj vlastiti procjeđivač vode, napravljen od tkanine u obliku vreće, u kojem je vodila bila procijeđena nakon prokuhavanja.

### Sparta
U staroj Sparti se počela upotrebljavati šalica za piće u 9 stoljeću pr. Kr. Šalice za vodu su bile posebno izgrađene tako da su se nečistoće iz zamućene vode lijepile za stijenke šalice i tako davale nešto bistriju vodu. U područjima gdje su se vodile ratne akcije, postojala je oprema za pročišćavanje vode, koja je uključivala prokuhavanje vode i procjeđivanje kroz tkaninu (obično gaza) u obliku sifona. 
Ustvari stari Grci i Rimljani su razvili razne načine da bi se poboljšao okus i miris vode. Diofan je u 1. stoljeću pr. Kr. savjetovao da se lovor stavlja u kišnicu prije upotrebe za piće. Kasnije je Paksam predlagao upotrebu samljevenog koralja ili ječma u vreći koja bi se uranjala u vodu lošeg okusa i mirisa. Arapski astronom i matematičar Jabir ibn Aflah iz Seville u 8. stoljeću je predlagao neobičan način pročišćavanja vode, uz korištenje fitilja od tkanine, koji bi bio povezan s dva spremnika, a sirova voda iz jednog spremnika bi prolazila kroz fitilj od tkanine i kapala u drugi spremnik.

## Obrada vode u Srednjem vijeku
U Srednjem vijeku nije bilo puno ispitivanja i otkrića u vezi s pročišćavanjem vode i procjeđivanjem. Tek za vrijeme renesanse počela su istraživanja s obradom vode. Najveći napredak je napravljen tek s otkrićem mikroskopa.

### Pokusi s odsoljavanjem morske vode (desalinizacija)
Francis Bacon je 1627. objavio knjigu A Natural History of Ten Centuries u kojoj opisuje svoja ispitivanja s odsoljavanjem morske vode (desalinizacija), a to je prvi zapis o korištenju pješčanih procjeđivača nakon Srednjeg vijeka. Bacon je vjerovao da će procjeđivanjem morske vode kroz pijesak dobiti čistu i pitku vodu. On je jednostavno iskopao rupu na plaži u blizini mora, vjerujući da će morska voda prolaskom kroz slojeve pijeska biti procijeđena. Nažalost taj pokus nije uspio, ali su njegovi pokusi dali poticaj za nova istraživanja s pješčanim procjeđivačima.

### Otkriće mikroskopa
Još u 13. stoljeću ljudi su znali brusiti leće za naočale. Prvim otkrićem mikroskopa smatra se onaj Antonija van Leeuwenhoeka, amaterskog znanstvenika koji nije primijenio ideju svog prethodnika Z. Janssena (o postavljanju dviju leća na međusobnu udaljenost) već je koristio samo jednu leću i tako dobio jednostavni mikroskop. Kasnije, Johannes Kepler, 1611. godine predlaže plan izgradnje složenog mikroskopa (koji ima okular i objektiv), a Robert Hooke, 1665., istražuje stanice pomoću vlastitog složenog mikroskopa.
Van Leeuwenhoek, a kasnije i Robert Hooke, su zapazili da bilo koja kap vode koja je uzeta iz prirode ustvari vrvi od života i da u njoj ima ogroman broj mikroorganizama. Kako je u to vrijeme u velik broj gradova harala kolera, došlo se do zaključka da epidemija ima neke veze s kakvoćom vode za piće. Britanski znanstvenik John Snow je 1854. i dokazao da epidemija kolere uglavnom nastaje zbog zagađene vode, obično zbog miješanja vode iz kanalizacije i izvora pitke vode (London). Nakon toga je John Snow počeo primjenjivati sve više spore procjeđivače za pročišćavanje pitke vode. Za dezinfekciju je Snow počeo primjenjivati klor. Na taj način je dokazano da ako je voda bistra, bez mirisa i okusa, to i ne potvrđuje da je to pitka voda, već treba uzeti u obzir i neke druge čimbenike da bi se potvrdilo da je voda pitka. .

## Obrada vode u moderno doba

### Gradski vodovod
Iako je i prije bilo manjih sustava za procjeđivanje pitke vode, grad Paisley u Škotskoj je bio prvi grad koji je stvorio sustave za procjeđivanje pitke vode za cijeli grad 1804. (sporo procjeđivanje). Nakon toga je više stotina sustava za procjeđivanje sagrađeno u Europi. Već tada je otkriveno da dodavanjem aluminijevog sulfata u sirovu vodu se poboljšava kakvoća vode i ubrzava sam postupak. Tako je nastalo brzo procjeđivanje koje je ubrzalo sam postupak procjeđivanja i do 60 puta.

### Omekšavanje vode i ionski izmjenjivači
Omekšavanje vode je postupak kojim se iz tvrde vode uklanjaju kalcijevi i magnezijevi ioni, a najčešće se vrši ionskim izmjenjivačima koji uklonjene ione zamjenjuju natrijevim ionima. Ovaj postupak se počeo primjenjivati početkom 20. stoljeća. Ionski izmjenjivači su se i dalje razvijali kako bi se iz vode mogli ukloniti olovo, živa i drugi opasni teški metali.

### Kakvoća vode
U prirodi nema idealno čiste vode. Voda već pri nastanku iz vodene pare otapa plinove i krute čestice koje se nalaze u atmosferi. Sastav tla, i onečišćenje tla ima veliki utjecaj na sastav i kakvoću vode. Već u toku padanja, kiša upija atmosfersko onečišćenje zbog povećane količine ugljikovog dioksida CO2 u atmosferi, te pH pada do vrijednosti od 5,6 pa čak i do 4, te nastaju kisele kiše. Samo u krškim područjima karbonatne stijene neutraliziraju tu kiselost, te voda ima pH oko 7, što je čini neutralnom.
Onečišćenje podzemne vode uvijek je nepovoljno, jer ako se voda onečisti otrovnom tvari ona je izvan upotrebe ne samo desetljećima, već i stoljećima ili zauvijek. Zato mjere obvezne zaštite vode kod planiranja, gradnje i održavanja objekata moraju biti učinkovite, zakonski provedive, i određene Pravilnikom o zdravstvenoj ispravnosti vode za piće, te Uredbom o maksimalno dopuštenim koncentracijama opasnih tvari u vodama. Oni propisuju granične vrijednosti pojedinih elemenata i spojeva, što vodu čine opasnom za ljudsko zdravlje ako se nalaze u koncentracijama većih od dopuštenih.
Kemijskom i bakteriološkom analizom određuju se sljedeći parametri za ukupnu kvalitetu vode:
- Fizikalna svojstva vode:
  - temperatura vode,
  - miris i okus vode,
  - zamućenje vode,
  - boja vode.

- Kemijska svojstva vode:
  - pH vrijednost vode (od 1 do 14),
  - otopljeni plinovi u vodi,
  - organske tvari u vodi,
  - anorganske tvari u vodi.

- Mikrobiološka svojstva vode:
  - bakterije u vodi,
  - virusi u vodi.

Veoma je važno da se primjenjuje i Pravilnik o zaštitnim mjerama i uvjetima za određivanje zona sanitarne zaštite izvorišta vode za piće, te Pravilnik o izradi studije utjecaja na okoliš. Kada se detaljno analiziraju svi nabrojeni popisi koji su na snazi, može se zaključiti da je svima jasno utvrđena potreba zaštite kakvoće vode podzemlja od ljudskih djelatnosti u prostoru.